# Rismyran
Rismyran är ett naturreservat i Malå kommun i Västerbottens län.
Området är naturskyddat sedan 2002 och är 286 hektar stort. Reservatet korsar Skäpptrsäkån och dess våtmarker. Reservatet består i övrigt av tallnaturskog.